# Stadion Pirota
Stadion Pirota – stadion piłkarski w Travniku, w Bośni i Hercegowinie. Obiekt może pomieścić 5000 widzów. Swoje spotkania rozgrywa na nim drużyna NK Travnik.